# 那覇中環状線

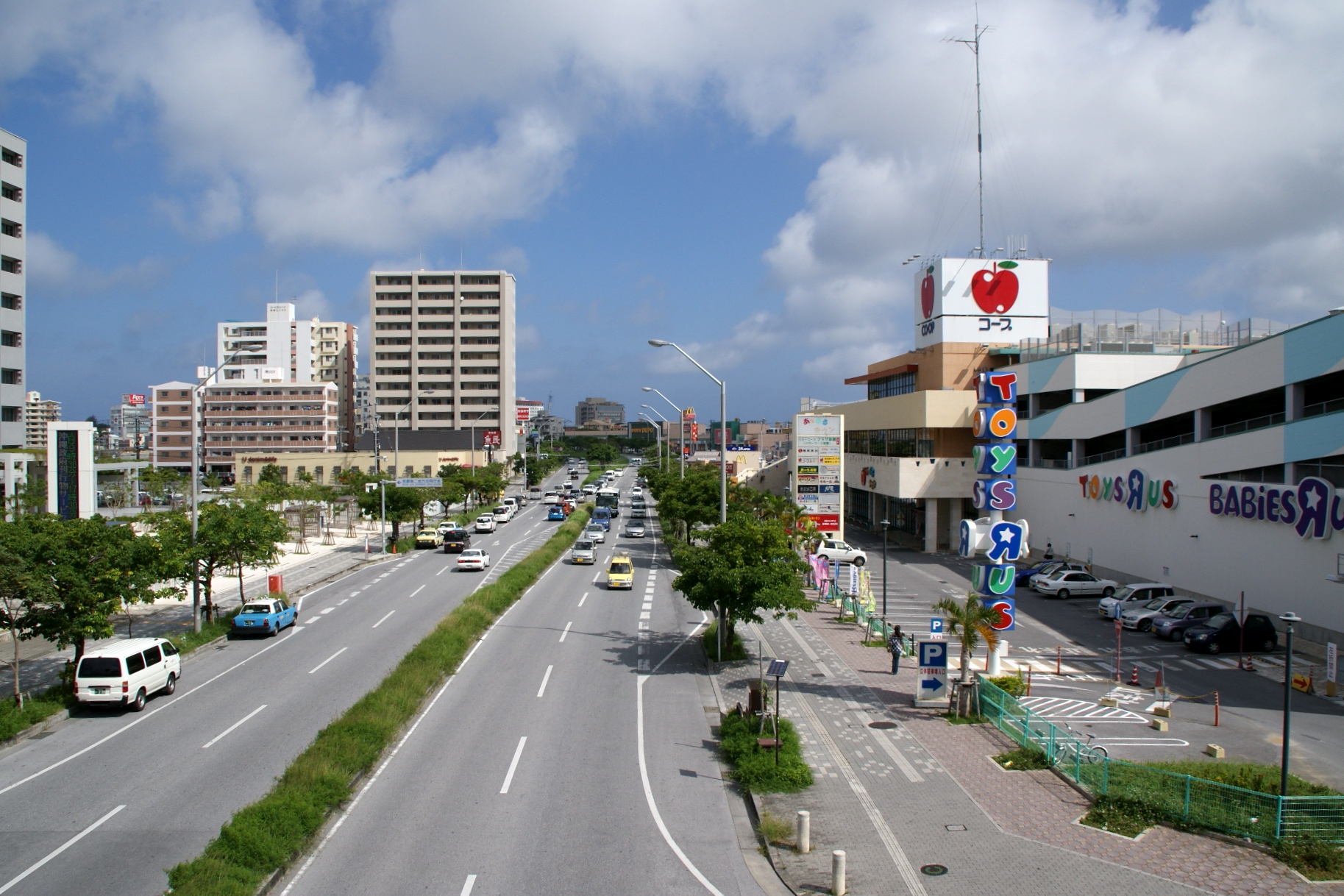
おもろまちを通る那覇中環状線。右はコープあっぷるタウン店。

那覇中環状線 （なはなかかんじょうせん）は、那覇市上之屋とおもろまちを結ぶ那覇市道である。那覇新都心地区で最初に開通した道路である。同地区の土地区画整理事業が進展し、広域型ショッピングセンターなどの建設によって交通量が増加しており、起終点の両端で接続している国道（国道58号・国道330号）の混雑と相まって、上之屋交差点やおもろまち交差点を中心に渋滞が発生する。
上之屋交差点とおもろまち交差点に設置されている案内標識には、本路線は「天久安里線」の名前で記載されている。

## 交差する主な道路
- 国道58号（那覇市上之屋、起点）
- 沖縄県道251号那覇宜野湾線（那覇市おもろまち）
- 国道330号（那覇市おもろまち、終点）

## 路線バス
おもろまち駅前広場（おもろまち交通広場）を発着する路線はすべてここを通過する。
- 3番・松川新都心線（那覇バス） 全線
- 6番・那覇おもろまち線（那覇バス） 那覇市おもろまち
- 7番・おもろまち線（沖縄バス） 那覇市上之屋～おもろまち
- 8番・首里城下町線（沖縄バス） 那覇市おもろまち
- 10番・牧志新都心線（那覇バス） 那覇市おもろまち
- 11番・安岡宇栄原線（那覇バス） 全線 - 新都心廻りのみ
- 13番・石嶺おもろまち線（那覇バス） 那覇市おもろまち
- 21番・新都心具志川線（琉球バス交通）　全線
- 99番・天久新都心線（琉球バス交通） 那覇市上之屋
- 200番・糸満おもろまち線（沖縄バス） 那覇市上之屋～おもろまち
- 223番・具志川おもろまち線（琉球バス交通） 那覇市上之屋～おもろまち
- 227番・屋慶名おもろまち線（琉球バス交通・沖縄バス） 那覇市上之屋～おもろまち
- 228番・読谷おもろまち線（琉球バス交通・沖縄バス） 那覇市上之屋～おもろまち
- 235番・志多伯おもろまち線（沖縄バス） 那覇市上之屋～おもろまち
- 263番・謝苅おもろまち線（琉球バス交通） 那覇市上之屋～おもろまち

## 歴史・特徴
1997年開通。全線片側2車線となっている。「環状線」という名はつくが全く環状していない。